# 法蘭
法蘭（西班牙語：Falán）是哥倫比亞的城鎮，位於該國中西部，由托利馬省負責管轄，面積238平方公里，海拔高度855米，2005年人口7,923，人口密度每平方公里33.29人。

## 外部連結
- Crwflags.com （页面存档备份，存于） （西班牙文）
- Cibertol.com （页面存档备份，存于） （西班牙文）

5°08′N 74°57′W / 5.133°N 74.950°W